# Cormier Woods
Cormier Woods ist ein 175 Acres (0,7 km²) großes Naturschutzgebiet bei der Stadt Uxbridge im Bundesstaat Massachusetts der Vereinigten Staaten und wird von der Organisation The Trustees of Reservations verwaltet. 

## Schutzgebiet
Die Historie des rustikalen Bauernhofs kann bis in die 1700er Jahre zurückverfolgt werden. Heute repräsentiert das Gebiet, auf dem sich das Gehöft befindet, drei Jahrhunderte der Landwirtschaft. Während in der Mitte des 18. Jahrhunderts der Schwerpunkt auf der Landwirtschaft lag, um den Nachkommen der ersten Siedler eine Lebensgrundlage zu geben, begann nur 50 Jahre später eine umfassende Transformation in das erste Industriezentrum der Vereinigten Staaten, das heute als Ursprung der US-amerikanischen industriellen Revolution unter der Bezeichnung Blackstone River Valley National Heritage Corridor geschützt ist und sich von Worcester bis Providence erstreckt.
Heute stehen den Besuchern 3 mi (4,8 km) Wanderwege zur Verfügung, die über das Grundstück des Bauernhofs sowie durch die angrenzenden Wälder und Feuchtgebiete führen. Wie fast überall in Neuengland dominieren auch hier Eichen, Birken und Ahorne; an der Nordwestgrenze des nach James Cormier benannten Schutzgebiets befindet sich außerdem ein Bereich mit 80 ft (24,4 m) bis 100 ft (30,5 m) hohen Weymouth-Kiefern. Das Gelände bietet einen Lebensraum für Salamander, Waldfrösche, Hüttensänger, Laubsänger und Drosseln.